# Rudy Gobert
Rudy Gobert-Bourgarel (sinh ngày 26 tháng 6 năm 1992) là một cầu thủ bóng rổ chuyên nghiệp người Pháp cho Minnesota Timberwolves thuộc Hiệp hội Bóng rổ nhà nghề Mỹ (NBA). Anh cũng đại diện cho đội bóng rổ quốc gia Pháp trong các giải đấu quốc tế. Với chiều cao 7 ft 1 in (2,16 m) và sải tay 7 ft 9 in (2,36 m), Gobert chơi ở vị trí trung phong.
Trong năm 2018, 2019 và 2021, anh đã giành được giải thưởng Cầu thủ phòng ngự xuất sắc nhất năm của NBA, khiến anh trở thành một trong ba cầu thủ duy nhất trong Lịch sử NBA đã giành được vinh dự đó ít nhất ba lần. Anh đã 4 lần ghi danh vào đội hình All-NBA, 6 lần All-Defensive first team, và 3 lần NBA All-Star. Anh là NBA Blocks leader trong mùa giải 2016-17 và NBA rebounding leader trong mùa giải 2021-2022. Vào năm 2019, Gobert đã phá vỡ kỷ lục một mùa cho những cú slam dunk với 306 lần. Năm đó, Gobert cũng dẫn đầu NBA về hỗ trợ, với 482 lần, tỷ lệ ném bóng hiệu quả 66,9% và tỷ lệ ném trúng ở mức 68,2%. Gobert có tên trong đội All-NBA second team vào năm 2017, và All-NBA third team năm 2019, 2020, 2021.

## Xuất thân
Gobert sinh ra tại Saint-Quentin, Aisne ở miền Bắc nước Pháp. Anh là con trai của Corinne Gobert và Rudy Bourgarel, một cựu cầu thủ bóng rổ chuyên nghiệp từ Guadeloupe từng chơi cho đội tuyển Pháp ở thập kỷ 1980. Trước khi đi theo con đường chuyên nghiệp, Bourgarel từng theo học Đại học Marist tại New York. Lớn lên tại thị trấn quê hương của mình, Gobert bắt đầu chơi bóng năm 2003 cho câu lạc bộ JSC St-Quentin, trước khi gia nhập đội bóng Saint-Quentin BB. Năm 2007, anh đầu quân trung tâm đào tạo học viên của Cholet Basket và vào năm 2010, anh tham dự giải vô địch U-18 thế giới trong màu áo đội U-18 quốc gia, nơi anh kết thúc với tư cách cầu thủ ghi điểm và rebound nhiều nhất đội.

## Sự nghiệp chuyên nghiệp

#### Mùa giải 2019-20
Qua 45 trận đầu tiên trong mùa giải 2019-2020, Gobert ghi trung bình 15,7 điểm và 14,6 rebound mỗi trận  và đã trở thành chỗ dựa cho đội Utah Jazz về tấn công cũng như phòng thủ. Vào ngày 30 tháng 1 năm 2020, Gobert, cùng với đồng đội Donovan Mitchell, được vinh danh là cầu thủ dự bị cho các đội bờ Tây cho All-Star NBA Game 2020. Lựa chọn anh là người đầu tiên cho All-Star được đưa ra trong bối cảnh thảo luận rằng những sai lầm của anh ấy trong hai trận All-Star trước đó là một trong những điều tồi tệ nhất trong lịch sử NBA.
Vào ngày 11 tháng 3 năm 2020, một trận đấu giữa Utah Jazz và Oklahoma City Thunder đã bị hoãn ngay trước khi bắt đầu sau khi phát hiện ra rằng hai cầu thủ bị đưa vào danh sách chấn thương do bệnh tật - Rudy Gobert và đồng đội Emmanuel Mudiay - có thể đã nhiễm virus SARS- CoV-2, virus gây ra đại dịch coronavirus 2019. Gobert và Mudiay đã được đưa đến một bệnh viện địa phương và Gobert đã cho kết quả xét nghiệm dương tính. NBA sau đó đã đình chỉ phần còn lại của mùa giải 2019-2020. Chỉ hai ngày trước đó, Gobert đã chạm vào tất cả micrô và máy ghi âm trong một cuộc họp báo nhằm mỉa mai phản ứng của Utah Jazz trước đại dịch. Sau đó Gobert đã thú tội rằng những hành vi bất cẩn của anh làm cho những người khác bị dịch bệnh liên lụy, anh hi vọng rằng câu chuyện của mình sẽ giống như một lời cảnh báo đẻ tránh lây lan virus.

## Thống kê sự nghiệp
| * | Dẫn đầu giải đấu |

### NBA

#### Mùa giải thường niên
| Năm      | Đội      | GP  | GS  | MPG  | FG%   | 3P%  | FT%  | RPG  | APG | SPG | BPG  | PPG  |
| -------- | -------- | --- | --- | ---- | ----- | ---- | ---- | ---- | --- | --- | ---- | ---- |
| 2013–14  | Utah     | 45  | 0   | 9.6  | .486  | —    | .492 | 3.4  | .2  | .2  | .9   | 2.3  |
| 2014–15  | Utah     | 82  | 37  | 26.3 | .604  | .000 | .623 | 9.5  | 1.3 | .8  | 2.3  | 8.4  |
| 2015–16  | Utah     | 61  | 60  | 31.7 | .559  | —    | .569 | 11.0 | 1.5 | .7  | 2.2  | 9.1  |
| 2016–17  | Utah     | 81  | 81  | 33.9 | .661  | .000 | .653 | 12.8 | 1.2 | .6  | 2.6* | 14.0 |
| 2017–18  | Utah     | 55  | 55  | 32.4 | .615  | —    | .681 | 10.7 | 1.4 | .8  | 2.3  | 13.5 |
| 2018–19  | Utah     | 81  | 80  | 31.8 | .669* | —    | .636 | 12.9 | 2.0 | .8  | 2.3  | 15.9 |
| Sự ngiệp | Sự ngiệp | 406 | 314 | 28.7 | .629  | .000 | .631 | 10.5 | 1.3 | .7  | 2.2  | 11.1 |

#### Trận playoff
| Năm       | Đội       | GP | GS | MPG  | FG%  | 3P% | FT%  | RPG  | APG | SPG | BPG | PPG  |
| --------- | --------- | -- | -- | ---- | ---- | --- | ---- | ---- | --- | --- | --- | ---- |
| 2017      | Utah      | 9  | 9  | 27.3 | .635 | —   | .480 | 9.9  | 1.2 | 1.0 | 1.3 | 11.6 |
| 2018      | Utah      | 11 | 11 | 34.8 | .655 | —   | .603 | 10.7 | 1.0 | .9  | 2.3 | 13.2 |
| 2019      | Utah      | 5  | 5  | 30.4 | .594 | —   | .783 | 10.2 | 1.4 | .6  | 2.6 | 11.2 |
| Sự nghiệp | Sự nghiệp | 25 | 25 | 31.3 | .637 | —   | .588 | 10.3 | 1.2 | .9  | 2.0 | 12.2 |